# Ferris Bueller's Day Off
Ferris Bueller's Day Off és una pel·lícula estatunidenca del 1986 escrita i dirigida per John Hughes.

## Argument
Ferris Bueller's Day Off narra un fragment en la vida de Ferris Buller (Matthew Broderick), qui, acompanyat pel seu amic Cameron Frye (Alan Ruck), i la seva xicota Sloane Peterson (Mia Sara), decideix prendre's un dia lliure, no anar a l'escola i fer un tomb per Chicago. Al principi de la pel·lícula es veu Ferris al mig d'una tremenda actuació per convèncer els seus amants i comprensius pares que està malalt (Tinc un examen de matemàtiques... no... puc... faltar..., diu literalment, massa feble com per incorporar-se del llit) per a "contra la seva voluntat" quedar-se a casa i no anar a l'escola. Els pares, summament confiats en l'honestedat de llur fill, hi accedeixen. Només Janie (Jennifer Grey), la seva germana, s'adona de l'engany i, furiosa per la manera com el seu germà sempre se'n surt amb la seva, se'n va a l'institut i planeja la manera de desemmascarar el germà i revelar al món la seva naturalesa manipuladora.
Els pares d'en Ferris se'n van a treballar i immediatament ell truca al seu millor amic, Cameron Frye. En Frye simula estar malalt, però en Ferris sap que només està deprimit. Després d'insistir-li molt, Cameron accedeix a recollir-lo amb el Ferrari del seu pare amb l'objectiu de passar per l'escola i treure-hi la Sloane, xicota d'en Ferris, i passar el dia gaudint del que Chicago pot oferir-los. Després d'un parell de trucades en les que en Cameron simula ser el pare de la Sloane, el director de l'escola, Ed Rooney (Jeffrey Jones), es veu obligat a deixar que la Sloane se'n vagi. Però en Rooney, conscient de les malifetes constants d'en Ferris, sospita que hi ha gat amagat. Per això, es proposa enxampar en Ferris mentre faci alguna trapelleria per aplicar-li tota la disciplina acadèmica (i potser física) que sap que l'alumne mereix.
Amb moltes raons i excuses, en Ferris convenç en Cameron per continuar emprant el apreciadíssim Ferrari del pare. En Cameron està aterrit, ja que segons diu, el pare s'estima més el cotxe que no pas el seu fill. Però com que sembla una bona idea, en un principi, els tres joves marxen camí a Chicago. Ja a la ciutat, deixen el cotxe en un aparcament públic i se'n van a passar el dia als llocs de major interès turístic de la ciutat, que van des d'exclusius restaurants fins a la Torre Sears. Pel camí, el trio viu diverses aventures en les que solen ridiculitzar algun adult. Mentrestant, el director Rooney visita la casa d'en Ferris per confirmar que el noi està malalt, però en lloc d'això, només aconsegueix barallar-se amb el feroç gos de la família, que el deixa sense sabates.
El dia passa i Ferris i els seus amics han de tornar a casa abans que els pares. Llavors, després de més peripècies, per fi arriba el moment culminant: Rooney enxampa en Ferris. Quan sembla que no hi ha sortida, la seva germana Janie, que també ha tingut un parell d'aventures durant el dia (particularment, una trobada amb un drogoaddicte), canvia l'actitud amargada i tot se soluciona satisfactòriament. En Ferris en surt triomfant de nou.
La pel·lícula, com és habitual en l'obra de John Hughes, mescla tota mena de recursos còmics. A més, s'aborden temes seriosos en la vida d'un adolescent, com l'avanç imparable del temps i les pors associades a fer-se adult. De fet, el moment més incert de la pel·lícula és quan en Cameron decideix confrontar el seu pare per a captar-ne l'atenció, encara que sigui per a renyar-lo. Amb tot, els moments seriosos, són el contrapunt del caràcter còmic del film. Escena rere escena, en Hughes construeix una de les millors comèdies dels anys vuitanta, a mig camí entre la comèdia juvenil i la crítica social. Una fórmula emprada per més cineastes posteriorment durant aquella dècada i les següents.